# Dirphya acutipennis
Dirphya acutipennis är en skalbaggsart som först beskrevs av Stefan von Breuning 1956.  Dirphya acutipennis ingår i släktet Dirphya och familjen långhorningar. Inga underarter finns listade i Catalogue of Life.